# Arthur Hollick
Arthur Hollick (New York, 6 februari 1857 - 1 maart 1933) was een Amerikaanse botanicus die was gespecialiseerd in paleobotanie.
In 1879 studeerde hij af aan de Columbia College School of Mines, waar hij samen met Nathaniel Lord Britton studeerde. In 1877 waren ze samen lid geworden van de Torrey Botanical Club. In het jaar van hun afstuderen publiceerden ze hun gezamenlijke A Catalogue of the Plants of Richmond County in 1879. In 1897 behaalde Hollick een Ph.D. aan de George Washington-universiteit.
Van 1901 tot 1913 werkte Hollick bij de New York Botanical Garden. Tussen 1913 en 1919 was hij directeur van het Public Museum of the Staten Island Association of Arts and Sciences (nu bekend als het Staten Island Institute of Arts and Sciences), een organisatie waarvan hij in 1881 een van de oprichters was. Vanaf 1913 tot aan zijn dood in 1933 was hij andermaal verbonden aan de New York Botanical Garden.
Hollick deed diverse paleobotanische exploraties. In 1903 verrichtte hij de eerste paleobotanische exploratie van Alaska. Zijn bevindingen werden hierna gepubliceerd door de United States Geological Survey. Daarnaast verrichtte hij paleobotanisch onderzoek in New England en New Jersey (samen met Edward Charles Jeffrey), in Wyoming en Colorado (met Britton en William Thompson Davis) en in Maryland, Puerto Rico, Cuba en Jamaica.
Hollick publiceerde onder meer over fossiele planten uit het Plioceen en het Pleistoceen in Maryland, de flora uit het Krijt in New England. Voor het algemene publiek schreef hij over paleobotanie voor de New International Encyclopaedia (1903) en de Encylopaedia Americana (1904). Hij verzorgde zijn eigen illustraties en die voor de publicaties van John Strong Newberry. Ook was hij betrokken bij het vervaardigen van illustraties voor de eerste uitgave van de Illustrated Flora of the Northern States and Canada.